# Alvite e Passos
Alvite e Passos (oficialmente: União das Freguesias de Alvite e Passos) é uma freguesia portuguesa do município de Cabeceiras de Basto, com 12,19 km² de área e 1039 habitantes (censo de 2021). A sua densidade populacional é 85,2 hab./km².

## História
Foi constituída em 2013, no âmbito de uma reforma administrativa nacional, pela agregação das antigas freguesias de Alvite e Passos e tem a sede em Alvite.
A antiga freguesia de Alvite é situada na raiz de um alto monte, a Serra da Ourada, a antiga freguesia de Alvite foi couto do Mosteiro de S. Miguel de Refojos. Engloba três aglomerados, Petimão (é o único lugar da União de Freguesias de Alvite e Passos que não possuem qualquer valor arquitectónico), Reiros e Cacheina. Possui vários edifícios de importante valor histórico e arquitetónico..
A antiga freguesia de Passos era uma das mais pequenas do concelho. Situa-se na extremidade Sudoeste do território cabeceirense, encaixada entre as antigas congéneres de Outeiro, Refojos, Alvite e os Municípios de Celorico de Basto e Fafe. Apresenta uma topografia um pouco acidentada de onde sobressai a Serra da Orada, o seu principal acidente de relevo.

## Demografia
A população registada nos censos foi:
| Ano  | 0-14 Anos | 15-24 Anos | 25-64 Anos | > 65 Anos |
| 2001 | 244       | 221        | 616        | 214       |
| 2011 | 201       | 163        | 605        | 215       |
| 2021 | 141       | 130        | 563        | 205       |

À data da junção das freguesias, a população registada no censo anterior foi:
| Freguesia atual | Freguesia atual  | Freguesia atual | Freguesias antigas | Freguesias antigas | Freguesias antigas |
| Freguesia       | População (2011) | Área (km²)      | Freguesia          | População(2011)    | Área(km²)          |
| --------------- | ---------------- | --------------- | ------------------ | ------------------ | ------------------ |
| Alvite e Passos | 1184             | 12,19           | Alvite             | 964                | 7,6                |
| Alvite e Passos | 1184             | 12,19           | Passos             | 221                | 4,59               |

## Património
- Campo de Futebol Coronel Cunha Reis
- A casa da Torre que foi reconstruída no século XVI pela família Cunha Reis.
- O Solar de Alvação.
- A Casa de Sto. Antonino, da família Meireles, possui valiosos quadros, uma rica biblioteca e uma exposição de coches e carruagens, no rés-do-chão.
- A Casa de Lamas foi construída por um ramo da família Alvim, descendente de D. Leonor de Alvim, mulher de D. Nuno Álvares Pereira.
- A capela de Sta. Catarina tem a particularidade de estar encrustada numa peneda.
- O património edificado da freguesia de Passos é modesto, merecendo apenas ligeira referência a Igreja de São Sebastião, cruzeiro paroquial, cruzeiro da restauração, alminhas, pelourinho e marco milenário.

## Economia, Tradições, Gastronomia e Associativismo.
Na antiga freguesia de Alvite destacam-se das atividades económicas a agricultura, a pequena indústria e o comércio.
Na antiga freguesia de Alvite das festas e romarias destacam-se a de São Pedro de Alvite, S. Sebastião, Santa Catarina. Do património cultural e edificado, sobressai a Torre de Alvite, a capela de Santa Catarina e , Casa de Santo Antonino, a Casa dos Chãos, a Casa de Lamas, a Casa de Alvação e Casa do Casal de Alvite. Nesta localidade pode-se apreciar a vitela assada e o bacalhau à lagareiro.
As coletividades existentes são, a Associação Cultural e Recreativa “Os Leões de Alvite” e a Associação Cultural e Recreativa “Águias de Alvite”.
Na antiga freguesia de Passos destaca-se a agricultura como atividade predominante. Das festas e romarias destaca-se a Festa do Senhor, a 19 de Junho.  